# Гаврилюк Роман Васильович
Рома́н Васи́льович Гаврилю́к (нар. 28 січня 1990, Тернопіль) — український футболіст, півзахисник.

## Клубна кар'єра
Перший тренер — Б. Бучинський.
Виступав за СДЮШОР (Тернопіль), «Надія» (Копичинці) та ФК «Тернопіль».